# Formostenus rufiscens
Formostenus rufiscens är en stekelart som beskrevs av Jonathan 1980. Formostenus rufiscens ingår i släktet Formostenus och familjen brokparasitsteklar. Inga underarter finns listade i Catalogue of Life.